# Västsibiriska slätten
Västsibiriska slätten är ett cirka 3 miljoner kvadratkilometer stort slättområde i norra Asien. Huvuddelen ligger i Ryssland, men den sydligaste delen sträcker sig in över gränsen mot Kazakstan.

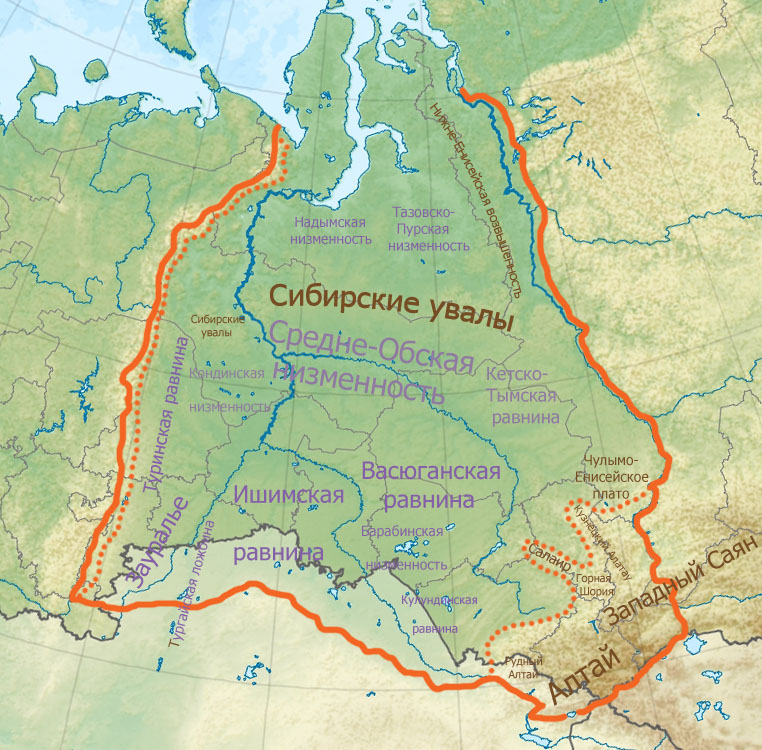
Ungefärlig utbredning av Västsibiriska slätten

Området har i väster en tydlig avgränsning mot Uralbergen. I den östligaste delen av slätten flyter floden Jenisej och därbortom höjer sig det Centralsibiriska höglandet. I norr avgränsas slätten av kusten mot Karahavet (Norra ishavet) och djupa vikar som Obviken. I söder är gränsen mer diffus mot Kazakstäppen och Kazakiska höglandet. I sydost finns en tydligare avgränsning mot Altajbergen

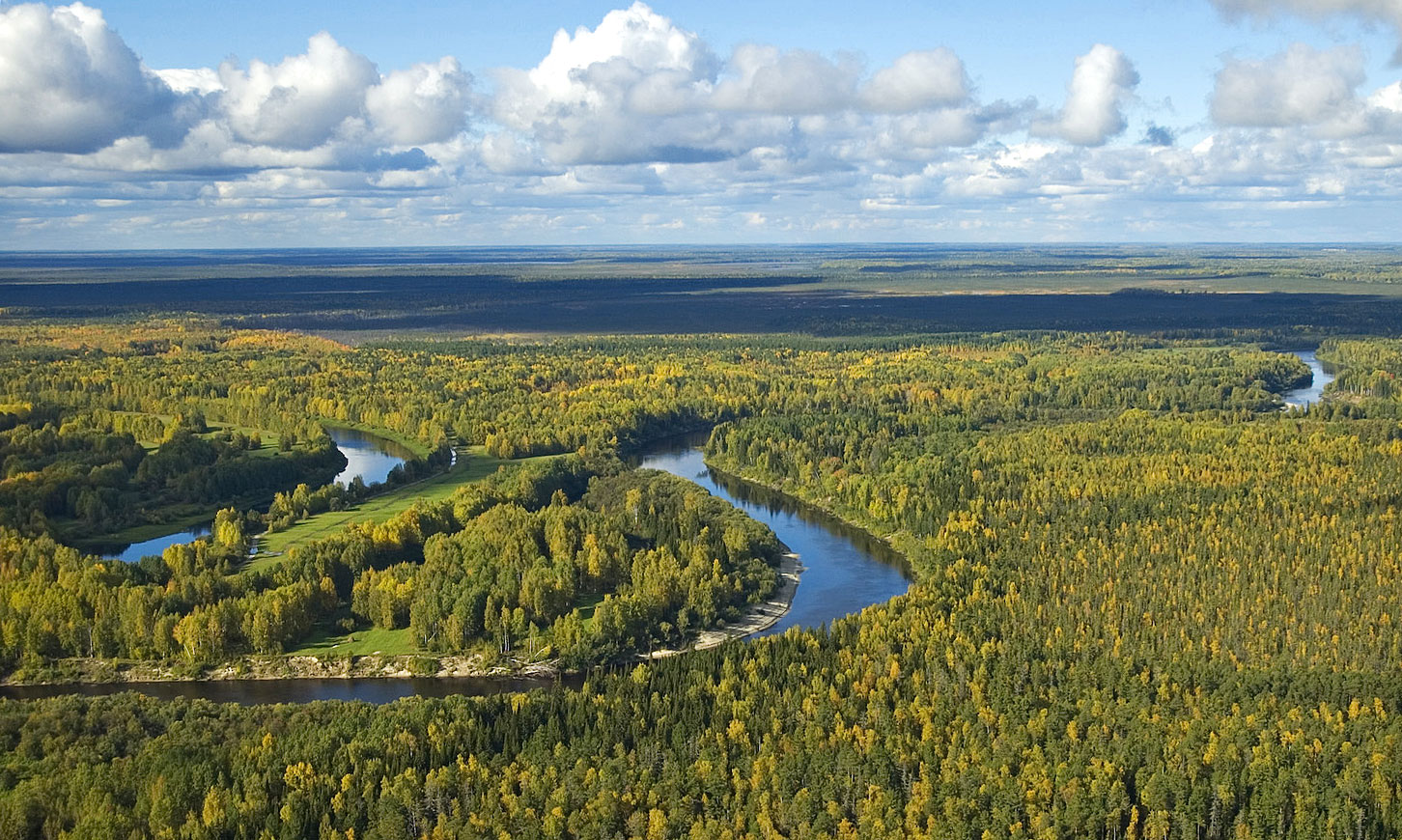
Taiga med mendrande floder på slättlandet

Slättlandet är mycket flackt och når sällan mer än 200 meter över havet. Avrinningen är därför dålig och det finns stora våtmarker, bl.a. norra halvklotets största myrmark, Vasjuganmyren. Slätten genomkorsas av flera stora floder, t.ex. Ob och dess bifloder. Den nordligaste delen utgörs av tundra, men huvuddelen domineras av utbredda barrskogsområden, kallade tajgan. Längst i söder övergår området till grässtäpp.
Den Transibiriska järnvägen drogs genom de sydligaste delarna av slättlandet och utefter den har stora städer vuxit fram, såsom Omsk och Novosibirsk.